# Robert McCormick

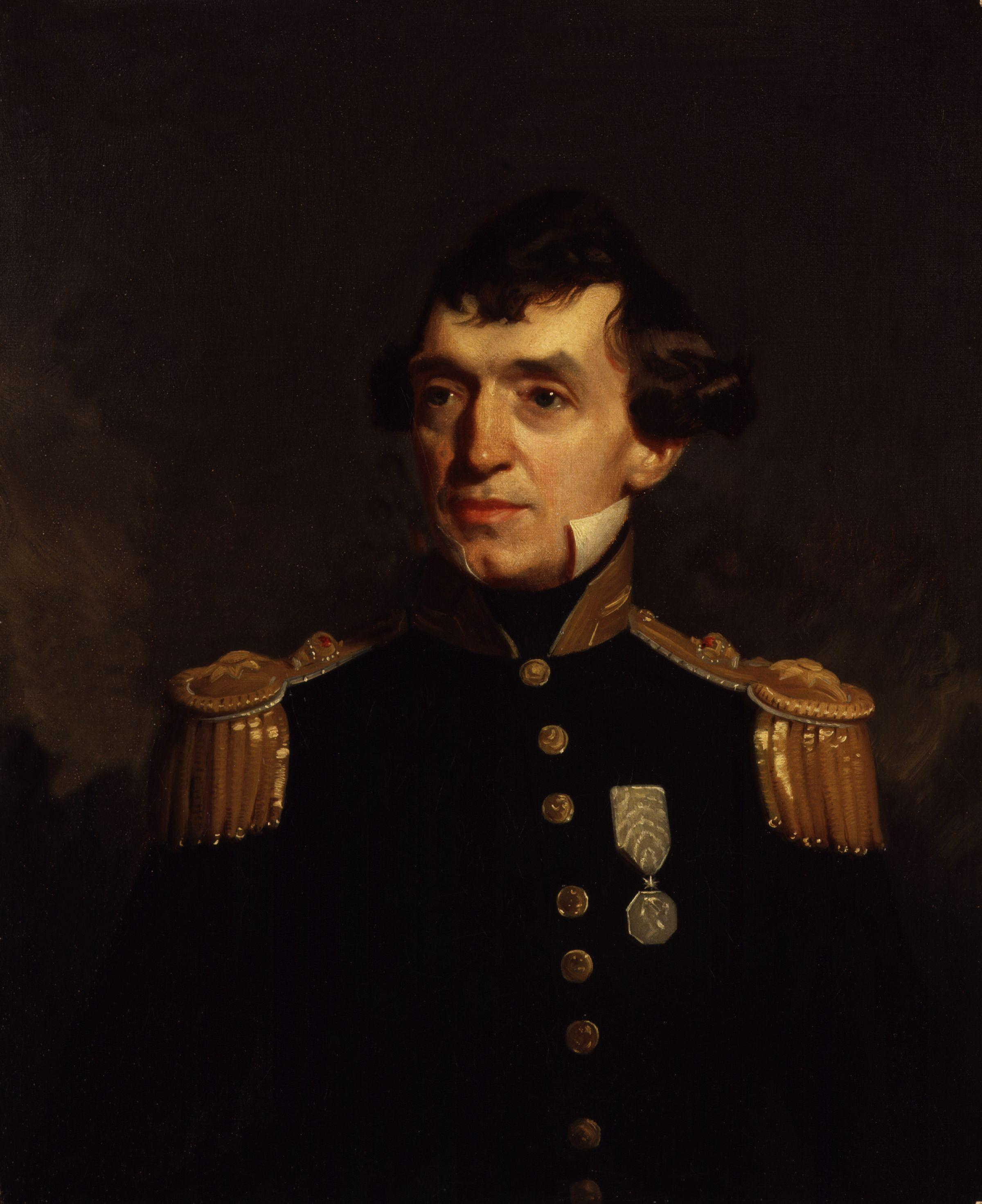
Robert McCormick, 1856

Robert McCormick (* 22. Juli 1800 in Runham in Norfolk; † 25. Oktober 1890) war ein britischer Polarforscher.

## Leben
Robert McCormick trat 1823 als Schiffsarzt in die Royal Navy ein, begleitete 1827 William Edward Parry als Naturforscher auf der HMS Hecla, diente 1832 als Bordarzt der Beagle während des ersten Teils der durch Charles Darwin berühmt gewordenen Forschungsreise. Diese Position bekleidete er erneut bei der Ross-Expedition von 1839 bis 1843 und machte anschließend mehrere Reisen in arktische und antarktische Gewässer. Im Jahr 1852 nahm er als Befehlshaber der Forlorn Hope an der Expedition zur Aufsuchung von John Franklin teil. 1865 trat er in den Ruhestand.

## Ehrung
Nach ihm wurde die Raubmöwe Stercorarius maccormicki (Catharacta maccormicki) benannt.

## Werk
- Voyages of Discovery in the Arctic and Antarctic Seas, and round the World. Being Personal Narratives of Attempts to Reach the North and South Poles. Nachdruck, Cambridge University Press, Cambridge 2014, ISBN 978-1-107-29532-2, (Original: 1884).

| Personendaten    | Personendaten            |
| ---------------- | ------------------------ |
| NAME             | McCormick, Robert        |
| KURZBESCHREIBUNG | britischer Polarforscher |
| GEBURTSDATUM     | 22. Juli 1800            |
| GEBURTSORT       | Runham in Norfolk        |
| STERBEDATUM      | 25. Oktober 1890         |